# Momiji manjū
Momiji manjū (tiếng Nhật: もみじ饅頭) là một loại manjū được làm từ bột kiều mạch và bột gạo, sau đó bánh được đưa vào nướng. Bánh hình dạng giống chiếc lá phong của Nhật Bản và là một đặc sản địa phương trên đảo Itsukushima (Miyajima) ở Hiroshima. Nhân của bánh thường được làm từ đậu đỏ.

## Tổng quan
Momiji manjū là một đặc sản địa phương và quà lưu niệm ở Itsukushima, là một trong ba danh thắng nằm trong Nhật Bản tam cảnh. Ngày nay, Momiji manjū không chỉ được biết đến với những món quà lưu niệm của vùng Miyajima mà còn là miyagegashi của Tỉnh Hiroshima trên toàn quốc.
Momiji manjū được tạo ra bởi một nghệ nhân wagashi tên là Tsunesuke Takatsu vào cuối thời kỳ Minh Trị.

## Tên gọi
Món bánh này được đặt theo tên của công viên Momijidani, nổi tiếng với lá phong Nhật Bản vào mùa thu trên đảo Miyajima (宮島). Tên gọi và cách viết phổ biến nhất vẫn là "Momiji manjū", viết là もみじ饅頭 hay もみじまんじゅう. Giống như nhiều loại manjū khác, người ta cho rằng nó được viết bằng kiểu chữ hiragana để làm cho nó quen thuộc như một món quà lưu niệm. Momiji manjū cũng được gọi là kōyō manjū (紅葉饅頭 hoặc 紅葉まんじゅう) nhưng cách gọi này thì hiếm gặp hơn. Nghệ nhân Tsunesuke Takatsu ban đầu viết Momiji manjū là もみぢ饅頭 với chữ "ぢ" thay cho chữ "じ".